# Van Lear Rose
| Совокупная оценка    | Совокупная оценка |
| Источник             | Оценка            |
| -------------------- | ----------------- |
| Metacritic           | 97/100            |
| Оценки критиков      |                   |
| Источник             | Оценка            |
| AllMusic             | [ 2 ]             |
| Blender              | [ 3 ]             |
| Entertainment Weekly | A                 |
| The Guardian         | [ 5 ]             |
| Mojo                 | [ 6 ]             |
| Pitchfork            | 9.3/10            |
| Q                    | [ 8 ]             |
| Rolling Stone        | [ 9 ]             |
| Spin                 | A                 |
| Uncut                | [ 11 ]            |

Van Lear Rose — 42-й студийный альбом американской кантри-певицы Лоретты Линн, выпущенный 27 апреля 2004 года на лейбле Interscope Records. Продюсером выступил Джек Уайт из группы The White Stripes.
Альбом получил премию Грэмми в категории Лучший кантри-альбом.

## История
Альбом дебютировал на втором месте в кантри-чарте Billboard Top Country Albums, а также на позиции № 24 в основном альбомном хит-параде Billboard 200, с тиражом 37,000 в первую неделю релиза, что стало лучшим показателем Линн с 1991 года в цифровую эру Nielsen Soundscan. К сентябрю 2004 года тираж превысил 233,000 копий в США.

## Отзывы
Альбом получил положительные отзывы музыкальных критиков и интернет-изданий. Он получил 97 из 100 баллов на интернет-агрегаторе Metacritic, что стало вторым высшим результатом для женщин на то время (четвертым в дальнейшем). Журнал Blender назвал альбом «Одним из самых захватывающих за весь год… Смелая, неповторимая пластинка, которая говорит на всю её жизнь». Сервис Rhapsody включил диск в список лучших кантри-альбомов десятилетия (№ 16 в «Country’s Best Albums of the Decade»).

### Награды и номинации
| Год  | Номинируемая работа | Категория                              | Результат |
| ---- | ------------------- | -------------------------------------- | --------- |
| 2005 | Van Lear Rose       | Лучший кантри-альбом                   | Победа    |
| 2005 | «Portland, Oregon»  | Best Country Collaboration with Vocals | Победа    |
| 2005 | «Miss Being Mrs.»   | Best Country Song                      | Номинация |
| 2005 | «Portland, Oregon»  | Best Country Song                      | Номинация |
| 2005 | «Miss Being Mrs.»   | Best Female Country Vocal Performance  | Номинация |

### Итоговые списки
| Публикация       | Список                                      | Год     | Ранг |
| ---------------- | ------------------------------------------- | ------- | ---- |
| Pop Matters      | The Best 100 Albums of the 2000s            | 2014    | 59   |
| Rolling Stone    | 50 Country Albums Every Rock Fan Should Own | 2015    | 12   |
| CMT              | CMT 40 Greatest Albums                      | Unknown | 18   |
| Country Universe | The 100 Greatest Albums of the Decade       | 2009    | 8    |
| Country Universe | 100 Greatest Contemporary Country Albums    | 2006    | 59   |
| Paste Magazine   | The 50 Best Albums of the Decade            | 2009    | 48   |
| Rhapsody         | Country’s Best Albums of the Decade         | 2009    | 16   |

## Список композиций
Слова и музыка всех песен — Лоретта Линн, кроме указанных.
| №   | Название                               | Автор(ы)                             | Длительность |
| --- | -------------------------------------- | ------------------------------------ | ------------ |
| 1.  | «Van Lear Rose»                        |                                      | 3:50         |
| 2.  | «Portland, Oregon» (дуэт с Jack White) |                                      | 3:49         |
| 3.  | «Trouble on the Line»                  | L. Lynn Oliver Lynn                  | 2:21         |
| 4.  | «Family Tree»                          |                                      | 3:03         |
| 5.  | «Have Mercy»                           |                                      | 2:35         |
| 6.  | «High on a Mountain Top»               |                                      | 2:44         |
| 7.  | «Little Red Shoes»                     | L. Lynn (лирика) Jack White (музыка) | 3:33         |
| 8.  | «God Makes No Mistakes»                |                                      | 1:45         |
| 9.  | «Women's Prison»                       |                                      | 4:16         |
| 10. | «This Old House»                       |                                      | 1:56         |
| 11. | «Mrs. Leroy Brown»                     |                                      | 3:38         |
| 12. | «Miss Being Mrs.»                      |                                      | 2:50         |
| 13. | «Story of My Life»                     |                                      | 2:40         |

| №   | Название                | Длительность |
| --- | ----------------------- | ------------ |
| 14. | «Just to Have You Back» | 3:32         |

## Позиции в чартах
| Чарт (2004)                          | Высшая позиция |
| ------------------------------------ | -------------- |
| Норвегия (VG-lista)                  | 32             |
| Швеция (Sverigetopplistan)           | 23             |
| Великобритания (Country Albums, OCC) | 1              |
| США (Billboard 200)                  | 24             |
| США (Billboard Top Country Albums)   | 2              |

| Чарт (2004)                         | Позиция |
| ----------------------------------- | ------- |
| США (Top Country Albums, Billboard) | 49      |
| Чарт (2005)                         | Позиция |
| США (Top Country Albums, Billboard) | 71      |